# Règlements de comptes à O.K. Corral
Pour les articles homonymes, voir O.K. Corral (homonymie).
Pour plus de détails, voir Fiche technique et Distribution.
Règlements de comptes à O.K. Corral (Gunfight at the O.K. Corral) est un western américain de John Sturges sorti en 1957, inspiré des faits réels de la fusillade d'O.K. Corral.

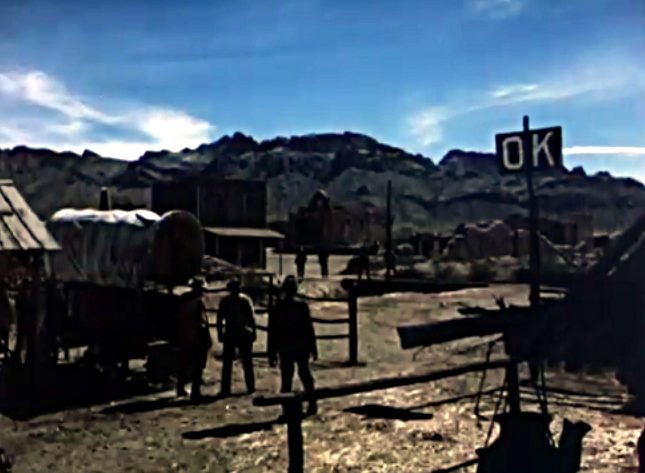

## Synopsis
Sur la piste d'un dénommé Ike Clanton, Wyatt Earp, shérif de Dodge City, débarque à Fort Griffin, petite bourgade de l'Ouest sous l'autorité de l'un de ses amis, le shérif Cotton Wilson. Il déchante lorsqu'il apprend que son ami a retourné sa veste et a laissé Clanton s'échapper. Il tente malgré tout d'en savoir plus auprès d'une figure notoire de la région, le célèbre joueur de poker Doc Holliday mais celui-ci l'éconduit froidement.
Plus tard dans la nuit Doc Holliday, qui vient d'en découdre avec le frère de l'une de ses victimes, doit faire face aux foudres de la population, excédée par les troubles qu'il provoque. Wyatt Earp, d'abord peu enclin à le secourir, finit par lui apporter son aide et participe à sa fuite.
Wyatt Earp, bientôt rejoint par Doc Holiday, s'en retourne à Dodge City où d'autres problèmes l'attendent ; jusqu'à ce que Clanton fasse de nouveau parler de lui.

## Fiche technique
- Titre : Règlement de comptes à OK Corral
- Titre original : Gunfight at the O.K. Corral
- Réalisation : John Sturges, assisté de Gary Nelson (non crédité)
- Scénario : Leon Uris d'après un article de Georges Scullin (cf : scénario)
- Photographie : Charles Lang (en VistaVision et Technicolor)
- Musique : Dimitri Tiomkin
- Chanteur : Frankie Laine
- Montage : Warren Low
- Décors : Sam Comer et Arthur Krams
- Producteur : Hal B. Wallis
- Société de production : Paramount Pictures
- Pays de production : États-Unis
- Genre : Western et biopic
- Durée : 122 minutes
- Dates de sortie : 
  - États-Unis : 29 mai 1957 (première), 30 mai 1957 (sortie nationale)
  - France : 16 octobre 1957
- Affiches : Boris Grinsson (France), Enzo Nistri (Italie)

## Distribution
- Burt Lancaster (VF : Jean Martinelli) : Wyatt Earp (Edward Thorpe dans la version française)
- Kirk Douglas (VF : Roger Rudel) : John Holliday (dit « Doc Holliday »)
- Rhonda Fleming (VF : Sylvie Deniau) : Laura Denbow
- Jo Van Fleet (VF : Lita Recio) : Kate Fisher
- John Ireland (VF : Robert Le Béal) : Johnny Ringo
- Lyle Bettger (VF : Jean Violette) : Ike Clanton (Alex Clanton dans la version française)
- Dennis Hopper (VF : Roger Coggio) : Billy Clanton
- Frank Faylen (VF : Claude Péran) : Cotton Wilson (George Wilson dans la version française)
- Earl Holliman (VF : Serge Lhorca) : Charles Bassett, adjoint de Wyatt Earp à Dodge City
- Ted de Corsia (VF : Pierre Morin) : Abel H. « Shanghai » Pierce (Gregor Pierce dans la version française)
- Whit Bissell (VF : René Bériard) : John P. Clum
- DeForest Kelley (VF : Jacques Beauchey) : Morgan Earp (Paul Thorpe dans la version française)
- John Hudson (VF : Jacques Thébault) : Virgil Earp (Vincent Thorpe dans la version française)
- Kenneth Tobey : Bat Masterson
- Lee Van Cleef (VF : Pierre Gay) : Ed Bailey
- Brian G. Hutton : Rick
- Jack Elam : Tom
- George Mathews : John Shanssey, propriétaire du bar.
- Martin Milner : James « Jimmy » Earp (James « Jimmy » Thorpe dans la version française)
- Joan Camden : Betty Earp, épouse de Vincent Earp
- Olive Carey (VF : Henriette Marion) : Mrs. Clanton
- Don Castle (en) : le cow-boy ivre qui menace Wyatt Earp. Don Castle joue là son dernier rôle au cinéma.
- Nelson Leigh (en) :Kelly, maire de Dodge City

IMDb fournit encore 55 noms d'acteurs non crédités au générique dont :
- William Bailey : un invité à la fête
- Frank Hagney : barman
- Charles Herbert: Tommy Earp, le fils de Betty et de Vincent Earp
- Peter Lawman : Jack Morgan
- Walter Merrill : coiffeur à Dodge City
- Bing Russell : Harry, barman à Fort Griffin

De même IMDb fournit 7 noms de cascadeurs dont : 
- Jack N. Young : Est-ce lui qui réalise la chute de Billy Clanton lorsqu'il est abattu par Doc Holliday ?

## Thème
Le cinéma s'est déjà intéressé plusieurs fois au personnage de Wyatt Earp, notamment dans L'Aigle des frontières d'Allan Dwan en 1939, dans La Poursuite infernale de John Ford en 1946 ou encore dans Un jeu risqué de Jacques Tourneur en 1955.

## Production
En 1956, le producteur Hal B. Wallis décide de monter un film sur une légende de l'Ouest, Wyatt Earp, dont les aventures avaient déjà été mises en scène dans La Poursuite infernale (My Darling Clementine) de John Ford (1946) et dans un film d'Anthony Mann. Kirk Douglas, très éprouvé par le tournage de La Vie passionnée de Vincent van Gogh, est très heureux de tourner un sujet plus « léger ». Par contre, Burt Lancaster, lassé de l'image de cow-boy qui lui colle à la peau, n'accepte de jouer dans le film qu'en échange d'un rôle plus dramatique dans Le Faiseur de pluie. Hal B. Wallis confie la réalisation du film à John Sturges, un grand spécialiste du western (il en signera douze en tout).

### Scénario
Le scénario a pour point de départ un article paru en 1954 dans Holiday Magazine intitulé The Killer, écrit par George Scullin. 
Le scénariste Leon Uris choisit de s'affranchir de toute vérité historique pour se centrer sur les rapports entre Wyatt Earp et Doc Holliday. Sturges confiera quelques années plus tard qu'Uris voulait suggérer une relation homosexuelle entre les deux hommes. Mais pour le réalisateur ces deux personnages sont pluridimensionnels et c'est au spectateur d'appréhender leur relation selon sa propre sensibilité. D'ailleurs Burt Lancaster explique que Wyatt Earp est fasciné par Doc Holliday parce que celui-ci est un tueur amoral, ce que lui-même aurait voulu être. C'est le symbole du bien attiré par le mal.
Pour Hal B. Wallis, le producteur du film, Doc Holliday est un charmeur mais aussi un raciste qui hait les Noirs et les Indiens. Wyatt Earp est certes un homme de loi froid mais il mène une double vie quand il devient shérif de Dodge City. Il a en effet des parts dans le saloon et la maison close de la ville.

### Casting
Le film est la deuxième rencontre entre Burt Lancaster et Kirk Douglas. Ils avaient déjà joué ensemble neuf ans plus tôt dans L'Homme aux abois de Byron Haskin. Le rôle de Doc Holliday était destiné à Humphrey Bogart qui mourut avant le tournage.
DeForest Kelley, célèbre pour avoir interprété le rôle du docteur McCoy dans la série Star Trek, incarne dans le film Morgan Earp. Il avait incarné Ike Clanton en 1953 dans la série You are there, et participe en 1969 à un épisode de Star Trek, Au-delà du Far-West (Spectre of the Gun), qui met en scène un règlement de comptes à OK Corral entre les membres de la famille Earp et les principaux membres d'équipage du vaisseau Entreprise.

### Tournage
Le film a été tourné à partir de mars 1956 entre Tucson en Arizona et les studios de la Paramount Pictures et dans le ranch de cinéma Apacheland Movie Ranch.
Hal B. Wallis insiste pour modifier le scénario et introduire un personnage féminin, Laura Denbow, jouée par la rousse Rhonda Fleming, afin de rassurer le public sur la virilité des deux hommes. La seconde femme du film, Kate, incarnée par Jo van Fleet, a un rôle plus trouble.
Durant le tournage, John Sturges a dû ruser avec Burt Lancaster. Celui-ci venait de réaliser un film, L'Homme du Kentucky, et voulait sans arrêt se mêler de la mise en scène. La scène de la fusillade a été filmée comme une scène chorégraphique. Le tournage de cette scène a duré quatre jours à raison de douze heures par jour.

### Chanson titre
La célèbre chanson du film intitulée Gunfight at the OK Corral écrite par Ned Washington est interprétée par Frankie Laine.
Elle accompagne le générique et revient vers la 23e minute. Ensuite elle est reprise au bout de 1 h 06 et on l'entend à nouveau à la fin du film lorsque Wyatt Earp part pour la Californie. Sur la copie diffusée à la télévision, les paroles sont inscrites dans les sous-titres. En voici une copie.
Première utilisation : OK Corral, OK Corral - C'est là que la bande de hors-la-loi livre son ultime combat - OK Corral, OK Corral - Oh, ma chérie, il faut mourir, déposer les armes ou prendre le risque de te perdre à jamais. Le devoir nous appelle. Je suis dos au mur. N'as-tu pas un mot gentil à me dire avant que je parte sur mon cheval? Ton amour, ton amour. J'ai besoin de ton amour. Entretiens notre flamme jusqu'à mon retour du règlement de comptes à OK Corral. Si le seigneur est mon ami, nous nous retrouverons à la fin du règlement de comptes à OK Corral. Ok Corral, OK Corral. C'est là que la bande de hors-la-loi livre son ultime combat - OK Corral. OK Corral. Oh, ma chérie, il faut mourir, déposer les armes ou prendre le risque de te perdre à jamais. Le devoir nous appelle. Je suis dos au mur. N'as-tu pas un mot gentil à me dire avant que je parte sur mon cheval?
Boot Hill, Boot Hill, si froid, si calme. C'est là que reposent côte à côte les tueurs qui sont morts dans le règlement de comptes à OK Corral, OK Corral, règlement de comptes à OK Corral.
Deuxième utilisation : Boot Hill, Boot Hill, si froid, si calme - On raconte qu'Edward Thorpe a sauvé John Holliday du vieux cimetière de Boot Hill,  Boot Hill, Boot Hill, si froid, si calme - Edward parcourait l'Ouest et même s'il savait bien se battre, il était d'un naturel sympathique et pacifique, plutôt calme et détendu - Il n'en était pas moins un as de la gâchette car Edward incarnait le loi, la loi, la loi. 
Troisième utilisation : Il chevauche, il chevauche vers l'enfer et s'en va. Edward partait avec le cœur lourd mais il aurait tout donné pour rester là où il était - Edward a laissé sa bien-aimée, seule, là-bas pour pleurer. Il a brisé sa promesse et chevauche maintenant vers Tombstone - Boot Hill, Boot Hill, si froid, si calme - John et son ami finiront-ils tous les deux dans le cimetière connu sous le nom de Boot Hill?
Quatrième utilisation : Boot Hill, Boot Hill, si froid, si calme - Cest là que reposent côte à côte les tueurs qui sont morts dans le règlement de comptes à OK Corral - OK Corral, OK Corral, règlement de comptes à OK Corral.
Dans une liste des 100 meilleures chansons occidentales de tous les temps, les membres de Western Writers of America, ont rangé la chanson Gunfight at the OK Corral à la 50e place

## Adaptation
Pour des raisons de facilité de prononciation, ce qui se faisait beaucoup dans les doublages à l'époque, la version française change les noms des frères Earp. Et ce au détriment de la vérité historique car les frères Earp sont des personnages historiques connus ainsi que la fusillade d'O.K. Corral.
Ainsi Wyatt Earp devient Edward Thorpe ; Morgan Earp, Paul Thorpe ; Virgil Earp, Vincent Thorpe et Jimmy Earp, Jimmy Thorpe (le seul à conserver son prénom original).
De même, Ike Clanton devient Alex Clanton ; le shériff Cotton Wilson, George Wilson et Abel H. « Shanghai » Pierce, Gregor Pierce.

## Suite
En 1967, John Sturges produit et réalise le film Sept secondes en enfer (Hour of the Gun), qui est la suite de celui-ci.